# Kristin Hille Valla
Kristin Hille Valla (* 31. Dezember 1944 in Årdal) ist eine norwegische Politikerin der Senterpartiet (Sp). Von Oktober 1989 bis November 1990 war sie die Umweltschutzministerin ihres Landes und von 2001 bis 2014 Fylkesmann von Oppland.

## Leben
Valla kam als Tochter eines Landwirts und einer Hausfrau in Årdal zur Welt. Nach dem Abschluss ihrer Zeit am Gymnasium im Jahr 1964 besuchte sie die Hauswirtschaftsschule von Hafslo und später die der Region Sunnmøre. Nach dem Besuch der Fachlehrerhochschule lehrte sie ab 1968 an verschiedenen Schulen. Im Jahr 1975 studierte sie Chemie als Grundfach an der Universität Trondheim. Zwischen 1975 und 1989 war sie Rektorin der weiterführenden Schule in Nesbyen. Sie saß in der Legislaturperiode von 1983 bis 1987 im Kommunalparlament der Kommune Nes (heute Nesbyen). In Nes war sie unter anderem auch im Bäuerinnenverband der Gemeinde aktiv.
In der Legislaturperiode, die von 1987 bis 1991 andauerte, war sie Abgeordnete im Fylkesting des Fylkes Buskerud. Zwischen 1987 und 1991 war sie zudem zweite stellvertretende Vorsitzende der Senterpartiet. Am 16. Oktober 1989 wurde Valla in der neu gebildeten Regierung Syse zur Umweltschutzministerin ernannt. Sie blieb bis zum Abtritt der Regierung am 3. November 1990 im Amt.
Von 1991 bis 1998 war sie Vorsitzende des Schulverbands des damaligen Fylkes Oppland. Danach war sie bis 2000 Direktorin im Kommunenes Sentralforbund, dem Zentralverband der norwegischen Kommunen, bevor sie bis 2001 Projektleiterin für die Fylker Oppland und Hedmark wurde. Im Jahr 2001 trat sie ihren Posten als Fylkesmann (heute Statsforvalter) von Oppland an. Sie verblieb bis zum 31. Dezember 2014 in diesem Amt.